# خير آباد (خواهان)
خير آباد (بالفارسية: خیرآباد) هي قرية أفغانية في مقاطعة خواهان التابعة لولاية بدخشان الواقعة في شمال شرق أفغانستان.